# La cintura (canción)
«La cintura» es una canción interpretada por el cantante Álvaro Soler y el primer sencillo promocional de su álbum Mar de colores. En esta canción, que fue escrita por él mismo demuestra que la autoironía y el potencial de éxito no tienen por qué estar reñidos. Hasta la fecha, ha vendido más de 400 000 copias mundiales.

## Canción
Fue escrita por el propio artista y lanzada el 29 de marzo de 2018 bajo el sello de Universal Music Spain en su versión standart. Más tarde, el 6 de abril lanzó una versión acústica en directo de la canción. Su poca habilidad de para mover la cintura, fue la que le inspiró a componer la canción.

"Cuando escribía esta canción pensaba que debería quitar la palabra 'cintura' del estribillo porque a mí no se me da nada bien moverla, soy muy alto y larguirucho y para nada bailo bien"
Álvaro Soler

## Videoclip
El artista, se desplazó hasta La Habana (Cuba) donde grabó un colorido videoclip donde le vemos mover precisamente, la cintura. Además, riéndose de su propio complejo, el vídeo empieza con unas chicas que mientras van a ensayar sus pasos de baile hablan de Álvaro y precisamente de su "torpeza" para bailar.
El videoclip, se lanzó el mismo día del lanzamiento de la canción, y actualmente supera las 100 millones de visualizaciones en YouTube

## Remix
Tras el éxito de la canción , Universal Music decide lanzar un remix de la canción junto a Flo Rida y TINI. Este , se lanzó el 26 de julio del mismo año y en menos de un mes el artista consiguió rozar las 20 millones de reproducciones en YouTube. Este , a pesar de conseguir altas reproducciones tanto en Spotify como en Youtube, no consiguió entrar en listas de ventas oficiales.

## Listas y certificaciones

### Listas
La cintura tuvo gran aceptación en países como: Suiza, Austria, Bélgica, Finlandia, Francia, Alemania, Italia y España entre otros consiguiendo entrar en sus listas de ventas. Y además consiguió estar durante 3 semanas consecutivas en el n.º 1 de las canciones más radiadas del país.

### Certificaciones

#### España
La canción logró una gran aceptación en las listas de ventas españolas. En su primera semana de lanzamiento se posicionó en el n.º 49 de canciones más vendidas. En su novena semana en listas de ventas, se posicionó en n.º 10 de canciones más vendidas del país y obtuvo el disco de oro tras vender más de 20 000 copias. Un mes después de conseguir el disco de oro, consigue posicionarse en el n.º 3 de canciones más vendidas del país y además obtiene el disco de platino tras vender más de 40 000 copias. Semanas después y tras subir en listas de ventas, Soler consigue el doble disco de platino con más de 80 000 copias vendidas.
| País   | Asociación | Lista             | Primera semana      | Posición (máx.) | Semanales | Última semana | Certificación              | Ref.         |
| España | Promusicae | Top 100 Canciones | 30 de marzo de 2018 | 3               | 28        | _             | 3xPlatino (120 000 copias) | [ 9 ] [ 10 ] |

#### Italia
En pocos días de lanzamiento, La cintura conseguía entrar en listas de ventas en Italia. Así fue que en pocas semanas, ya conseguía entrar en el n.º 2 de canciones más vendidas, y más tarde el disco de oro tras vender más de 25 000 copias. Más tarde, tras permanecer 3 meses en listas de ventas en Italia , consiguió el disco de platino con más de 50 000 copias vendidas. Meses después de permanecer en listas de ventas italianas, Soler, obtiene el doble disco de platino tras vender más de 100 000 copias.
| País   | Asociación | Posición (máx.) | Certificación              | Ref. |
| Italia | FIMI       | 2               | 2xPlatino (100 000 copias) |      |

#### Alemania
Tras tener una buena difusión  radiofónica en el país, La cintura logró colarse entre las listas de ventas alemanas. En poco tiempo consiguió su mejor posición en el número 7, obteniendo así un disco de oro tras vender más de 200 000 copias.
| País     | Asociación | Posición (máx.) | Certificación          | Ref. |
| Alemania | GFK        | 7               | 1xOro (200 000 copias) |      |

#### Austria
En Austria , La cintura logró posicionarse en el número 8 de listas de ventas, convirtiéndose así en una de las mejores entradas en las listas de ventas del país. En pocas semanas, consiguió el disco de oro tras vender más de 7 500 copias.
| País    | Asociación | Posición (máx.) | Certificación        | Ref. |
| Austria | IFPI       | 8               | 1xOro (7 500 copias) |      |

## Formatos

### La cintura (Digital)
0886447040096
1. La cintura - 3:25

### La cintura (Acoustic Live Version) (Digital)
0886447084700
1. La cintura (Acoustic Live Version) - 3:24

### La cintura (Sencillo en CD) (Físico)[17][18]
1. La cintura - 3:25
2. La cintura (Acoustic Live Version) - 3:24

## Aparece en
Tras la repercusión del tema, algunos de los recopilatorios anuales más importantes no dudaron en incluir el tema en sus discos. Entre ellos:
- Bravo Hits 101 (Polystar)[19]
- Best Of 2018 - Sommerhits (Polystar)[20]
- The Dome Vol.86 (Polystar) [21]
- Caribe 2018+Disco Estrella Vol.21 (Universal Music Spain) [22]